# Lijst van Nederlandse deelnemers aan de Paralympische Zomerspelen 1984
Deze lijst van Nederlandse deelnemers aan de Paralympische Zomerspelen 1984 in Stoke Mandeville (Verenigd Koninkrijk) en New York, Verenigde Staten. geeft een overzicht van de sporters die zich hebben gekwalificeerd voor de Spelen.
| Paralympiër            | Sport        | Onderdeel | Ervaring   |
| ---------------------- | ------------ | --- | ---------- |
| A. Kneefel             | Atletiek     | Discuswerpen Klasse 3 Kogelstoten Klasse 3 Speerwerpen Klasse 3                                                                                        | Debutant   |
| Ans Bouwmeester        | Atletiek     | 200 m Klasse C3 60 m Klasse C3 Discuswerpen Klasse C3 Kogelstoten Klasse C3                                                                            | Debutant   |
| Bert Bottemanne        | Atletiek     | Hoogspringen Klasse A2 Verspringen Klasse A2 | 2de Spelen |
| Dinie Westrate         | Atletiek     | Discuswerpen Klasse C8 Kogelstoten Klasse C8 Speerwerpen Klasse C8                                                                                     | Debutant   |
| Gerrit Pomp            | Atletiek     | 1500 m Klasse 2 800 m Klasse 2 400 m Klasse 2 200 m Klasse 2 100 m Klasse 2 5000 m Klasse 2                                                            | 5de Spelen |
| Gert Bestebreurtje     | Atletiek     | 100 m Klasse C8 Speerwerpen Klasse C8 | Debutant   |
| J. Levestone           | Atletiek     | Discuswerpen Klasse 2 Speerwerpen Klasse 2 | 4de Spelen |
| John Jansen            | Atletiek     | 400 m Klasse C7 Cross Country 1500 m Klasse C7 | Debutant   |
| Joke van Rijswijk      | Atletiek     | 100 m Klasse B1 Hoogspringen Klasse B1 Verspringen Klasse B1                                                                                           | 2de Spelen |
| Jos van der Donk       | Atletiek     | Discuswerpen Klasse A2 Kogelstoten Klasse A2 Speerwerpen Klasse A2                                                                                     | Debutant   |
| Mieke Roelofsen        | Atletiek     | Discuswerpen Klasse C7 Kogelstoten Klasse C7 Speerwerpen Klasse C7                                                                                     | Debutant   |
| Rinus de Moor          | Atletiek     | Discuswerpen Klasse A6-8 Kogelstoten Klasse A6-8 Speerwerpen Klasse A6-8                                                                               | Debutant   |
| Roelof Keen            | Atletiek     | 800 m Klasse 4 400 m Klasse 4 200 m Klasse 4 100 m Klasse 4 5000 m Klasse 4 1500 m Klasse 4                                                            | Debutant   |
| Rudi Sybes             | Atletiek     | Kogelstoten Klasse C7 Speerwerpen Klasse C7 | Debutant   |
| Soedjeman Dipowidjojo  | Atletiek     | 400 m Klasse B1 100 m Klasse B1 Hink-stap springen Klasse B1                                                                                           | 2de Spelen |
| Vera Kroes             | Atletiek     | 100 m Klasse B1 Kogelstoten Klasse B1 Hoogspringen Klasse B1 Verspringen Klasse B1                                                                     | Debutant   |
| K. Koneman             | Boogschieten | Dubbele FITA Ronde tetraplegie | 2de Spelen |
| J. Weijers             | Boogschieten | Dubbele FITA Ronde dwarslaesie | 2de Spelen |
| Jappie Walstra         | Boogschieten | Dubbele FITA Ronde dwarslaesie | 2de Spelen |
| T. Sneders             | Boogschieten | Dubbele FITA Ronde dwarslaesie | Debutant   |
| At Go                  | Schietsport  | Luchtpistool Klasse Geïntegreerd | Debutant   |
| Dick Munter            | Schietsport  | Luchtpistool Klasse Geïntegreerd | 2de Spelen |
| Eef Tammel             | Schietsport  | Luchtgeweer, 3 posities Klasse 2-6 Luchtgeweer, geknield Klasse 2-6 Luchtgeweer, liggend Klasse 2-6 Luchtgeweer, staand Klasse 2-6                     | Debutant   |
| Frits Knigge           | Schietsport  | Luchtpistool Klasse Geïntegreerd | Debutant   |
| G. Tuinier             | Schietsport  | Luchtgeweer, liggend Klasse 2-6 Luchtgeweer, geknield Klasse 2-6 Luchtgeweer, staand Klasse 2-6                                                        | 4de Spelen |
| J. van der Wetering    | Schietsport  | Luchtgeweer, liggend Klasse 2-6 Luchtgeweer, geknield Klasse 2-6 Luchtgeweer, staand Klasse 2-6                                                        | Debutant   |
| Mariëlle van der Ploeg | Tafeltennis  | Klasse Open 1B-4 Klasse 4 | Debutant   |
| Monique van den Bosch  | Tafeltennis  | Klasse Open 1B-4 Klasse 4 | Debutant   |
| E. Baas                | Tafeltennis  | Klasse Open CL | 2de Spelen |
| R. Hartmans            | Tafeltennis  | Klasse C3 Klasse CP5 | Debutant   |
| R. Visser              | Tafeltennis  | Klasse C5 Klasse CP5 | Debutant   |
| T. Vossen              | Tafeltennis  | Klasse L3 | Debutant   |
| Johan Smolders         | Wielersport  | 1,500 m Klasse CP Div 2 | Debutant   |
| Toine Meijris          | Wielersport  | 1,500 m Klasse CP Div 3 5,000 m Klasse CP Div 3 | Debutant   |
| Chris Reinds           | Wielersport  | 1,500 m Klasse CP Div 3 5,000 m Klasse CP Div 3 | Debutant   |
| André van Buiten       | Zwemmen      | 100 m Rugslag Klasse A8 100 m Schoolslag Klasse A8 100 m Vrije Slag Klasse A8 100 m Vlinderslag Klasse A8 200 m Wisselslag Klasse A8                   | 2de Spelen |
| Annemiek van Duyn      | Zwemmen      | 100 m Schoolslag Klasse A6 100 m Rugslag Klasse A6 100 m Vlinderslag Klasse A6 100 m Vrije Slag Klasse A6 200 m Wisselslag Klasse A6                   | Debutant   |
| Diane Hendriks         | Zwemmen      | 100 m Rugslag Klasse C7 50 m Rugslag Klasse C7 50 m Vrije Slag Klasse C7 100 m Vrije Slag Klasse C7 200 m Vrije Slag Klasse C7                         | Debutant   |
| Eric Pittens           | Zwemmen      | 100 m Rugslag Klasse C7 50 m Rugslag Klasse C7 50 m Vrije Slag Klasse C7 100 m Vrije Slag Klasse C7 200 m Vrije Slag Klasse C7                         | Debutant   |
| Frits Hildebrandt      | Zwemmen      | 50 m Schoolslag Klasse A9 50 m Rugslag Klasse A9 100 m Vrije Slag Klasse A9 150 m Wisselslag Klasse A9                                                 | 3de Spelen |
| Gerard van Vliet       | Zwemmen      | 100 m Schoolslag Klasse A2 100 m Rugslag Klasse A2 100 m Vrije Slag Klasse A2 200 m Wisselslag Klasse A2                                               | 3de Spelen |
| Gerrie de Hoop         | Zwemmen      | 50 m Schoolslag Klasse A9 100 m Vrije Slag Klasse A9 150 m Wisselslag Klasse A9                                                                        | 2de Spelen |
| H. Heijnen             | Zwemmen      | 100 m Schoolslag Klasse 5 100 m Rugslag Klasse 5 100 m Vrije Slag Klasse 5 400 m Vrije Slag Klasse 5                                                   | Debutant   |
| Henriette de Later     | Zwemmen      | 100 m Rugslag Klasse C4 50 m Vrije Slag Klasse C4 100 m Vrije Slag Klasse C4                                                                           | Debutant   |
| Ineke Hageraats        | Zwemmen      | 100 m Schoolslag Klasse C8 100 m Rugslag Klasse C8 50 m Rugslag Klasse C8 50 m Vrije Slag Klasse C8 100 m Vrije Slag Klasse C8                         | 2de Spelen |
| Janet Verkuil          | Zwemmen      | 100 m Schoolslag Klasse A4 100 m Rugslag Klasse A4 100 m Vrije Slag Klasse A4 200 m Wisselslag Klasse A4 400 m Vrije Slag Klasse A4                    | Debutant   |
| Johan Mosterd          | Zwemmen      | 100 m Schoolslag Klasse A4 100 m Rugslag Klasse A4 100 m Vlinderslag Klasse A4 100 m Vrije Slag Klasse A4 200 m Wisselslag Klasse A4                   | Debutant   |
| Jolanda Romero         | Zwemmen      | 100 m Rugslag Klasse C5 50 m Rugslag Klasse C5 50 m Vrije Slag Klasse C5 100 m Vrije Slag Klasse C5 200 m Vrije Slag Klasse C5                         | Debutant   |
| Jolande van de Zaag    | Zwemmen      | 50 m Schoolslag Klasse A9 50 m Rugslag Klasse A9 100 m Vrije Slag Klasse A9 150 m Wisselslag Klasse A9                                                 | 2de Spelen |
| Liesbeth Raes          | Zwemmen      | 100 m Rugslag Klasse A2 100 m Vlinderslag Klasse A2 100 m Vrije Slag Klasse A2 200 m Wisselslag Klasse A2 400 m Vrije Slag Klasse A2                   | Debutant   |
| Marcel Poulisse        | Zwemmen      | 100 m Schoolslag Klasse L4 100 m Rugslag Klasse L4 100 m Vlinderslag Klasse L4 100 m Vrije Slag Klasse L4 200 m Wisselslag Klasse L4                   | Debutant   |
| Marjolein van Riel     | Zwemmen      | 50 m Schoolslag Klasse L3 50 m Rugslag Klasse L3 50 m Vrije Slag Klasse L3                                                                             | Debutant   |
| Mirjam Sanders         | Zwemmen      | 100 m Schoolslag Klasse L4 100 m Rugslag Klasse L4 100 m Vlinderslag Klasse L4 100 m Vrije Slag Klasse L4 200 m Wisselslag Klasse L4                   | 2de Spelen |
| Petra Heirbaut         | Zwemmen      | 100 m Rugslag Klasse L5 100 m Vrije Slag Klasse L5 100 m Schoolslag Klasse L5 100 m Vlinderslag Klasse L5 200 m Wisselslag Klasse L5                   | Debutant   |
| Rene Waayer            | Zwemmen      | 50 m Vrije Slag Klasse B1 50 m Vrije Slag Klasse B1 400 m Schoolslag Klasse B1 400 m Vrije Slag Klasse B1                                              | Debutant   |
| Ronald Roselle         | Zwemmen      | 100 m Schoolslag Klasse C8 100 m Rugslag Klasse C8 50 m Vrije Slag Klasse C8 100 m Vrije Slag Klasse C8 3x50 m Wisselslag Klasse C8                    | Debutant   |
| S. Abels               | Zwemmen      | 50 m Rugslag Klasse 2 25 m Vlinderslag Klasse 2 50 m Schoolslag Klasse 2 50 m Vrije Slag Klasse 2 200 m Vrije Slag Klasse 2 4x25 m Wisselslag Klasse 2 | Debutant   |
| S. Jonker              | Zwemmen      | 100 m Schoolslag Klasse 5 100 m Rugslag Klasse 5 100 m Vrije Slag Klasse 5 400 m Vrije Slag Klasse 5                                                   | 3de Spelen |
| Silvia Cornelissen     | Zwemmen      | 100 m Schoolslag Klasse A8 100 m Rugslag Klasse A8 100 m Vlinderslag Klasse A8 100 m Vrije Slag Klasse A8 200 m Wisselslag Klasse A8                   | 2de Spelen |
| Theo van der Meijden   | Zwemmen      | 100 m Schoolslag Klasse L5 100 m Rugslag Klasse L5 100 m Vrije Slag Klasse L5 200 m Wisselslag Klasse L5 100 m Vlinderslag Klasse L5                   | Debutant   |
| W. Stroet              | Zwemmen      | 25 m Vlinderslag Klasse 3 50 m Rugslag Klasse 3 50 m Schoolslag Klasse 3 50 m Vrije Slag Klasse 3 200 m Vrije Slag Klasse 3 4x25 m Wisselslag Klasse 3 | 2de Spelen |

## Opmerkingen
- De namen van de Basketbal heren van 1984 zijn niet bekend.
- De namen van de Volleybal heren van 1984 zijn niet bekend